# Al-Mujazzal Club
Al-Mujazzal Saudi Club (Árabe:نادي المجزل السعودي) es una entidad deportiva Árabe situada en la ciudad Al Majma'ah, Provincia de Riad. En la temporada 2015-16 militó en la Primera División Saudí, coronándose campeón en la última fecha, logrando su primer título. En la temporada 2016-17 competirá en la Liga Profesional Saudí, máxima división del fútbol local, por primera vez en su historia.

## Plantilla 2019-20
- Actualizado el 4 de noviembre de 2019

## Entrenadores
- Bruno Pereira (julio de 2019-septiembre de 2019)[3][4]